# 1861 en Grèce
Chronologie de la Grèce
- 1857
- 1858
- 1859
- 1860
- 1861
- 1862
- 1863
- 1864
- 1865

Cette page concerne les évènements survenus en 1861 en Grèce  :

## Événement
- Recensement de la Grèce
- 16 janvier : Élections législatives
- 18 septembre : Tentative d'assassinat de la reine Amélie de Grèce.

## Création
- Achaia Clauss, entreprise viticole à Patras.

## Naissance
- Víktor Doúsmanis, général.
- Geórgios Iconómou (ru), peintre.
- Athiná Kanáris (d), fille de l'officier de marine et avocat Lykoúrgos Kanáris (d).
- Stéfanos Lántsas (el), peintre.
- Kallirrói Parrén, journaliste, féministe et écrivaine
- Spýros Samáras, compositeur.
- Iákovos Theophilás (en), tireur sportif.

## Décès
- Néophyte d'Atalánti, évêque d'Atalánti puis d'Athènes et personnalité politique, membre de l'Assemblée nationale d'Épidaure.
- Dionýsios Efmorfópoulos (el), membre de la Filikí Etería et révolutionnaire.
- Stamátis Georgiádis (el), militaire.
- Evanthía Kaḯri, écrivaine et dramaturge.